# Olly Alexander
Oliver Alexander Thornton (n. 15 iulie 1990, Harrogate, Anglia, Regatul Unit), cunoscut sub numele de scenă Olly Alexander, este un cântăreț englez, compozitor și actor. El este solistul trupei Years & Years.

## Copilăria
Alexander s-a născut în Yorkshire. Mama lui, Vicki Thornton, a fost una dintre fondatoarele festivalului de muzică din Coleford. Alexander a urmat școala primară St John's în Coleford și școala Monmouth Comprehensive, părăsind să studieze arte performante la Hereford College of Arts.

## Carieră
Olly Alexander s-a alăturat trupei Years & Years, formată în anul 2010.

## Filmografie

### Filme
| An   | Titlu                            | Rol            |
| ---- | -------------------------------- | -------------- |
| 2008 | Summerhill                       | Ned            |
| 2009 | Bright Star                      | Tom Keats      |
| 2009 | Tormented                        | Jason Banks    |
| 2009 | Enter the Void                   | Victor         |
| 2009 | Dust                             | Elias          |
| 2010 | The Fades                        | Himself        |
| 2010 | Gulliver's Travels               | Prince August  |
| 2010 | The Dish & the Spoon             | Boy            |
| 2012 | Cheerful Weather for the Wedding | Tom            |
| 2012 | Great Expectations               | Herbert Pocket |
| 2013 | Le Week-End                      | Michael        |
| 2014 | God Help the Girl                | James          |
| 2014 | The Riot Club                    | Toby Maitland  |
| 2015 | Funny Bunny                      | Titty          |

### Seriale
| An   | Titlu          | Rol            | Episoade                      |
| ---- | -------------- | -------------- | ----------------------------- |
| 2009 | Lewis          | Hayden Wishart | "Allegory of Love"            |
| 2013 | Skins          | Jakob          | "Skins Pure (Partea 1 & 2)"   |
| 2014 | Penny Dreadful | Fenton         | "Resurrection" și "Demimonde" |